# Mimoza Nestorova-Tomić

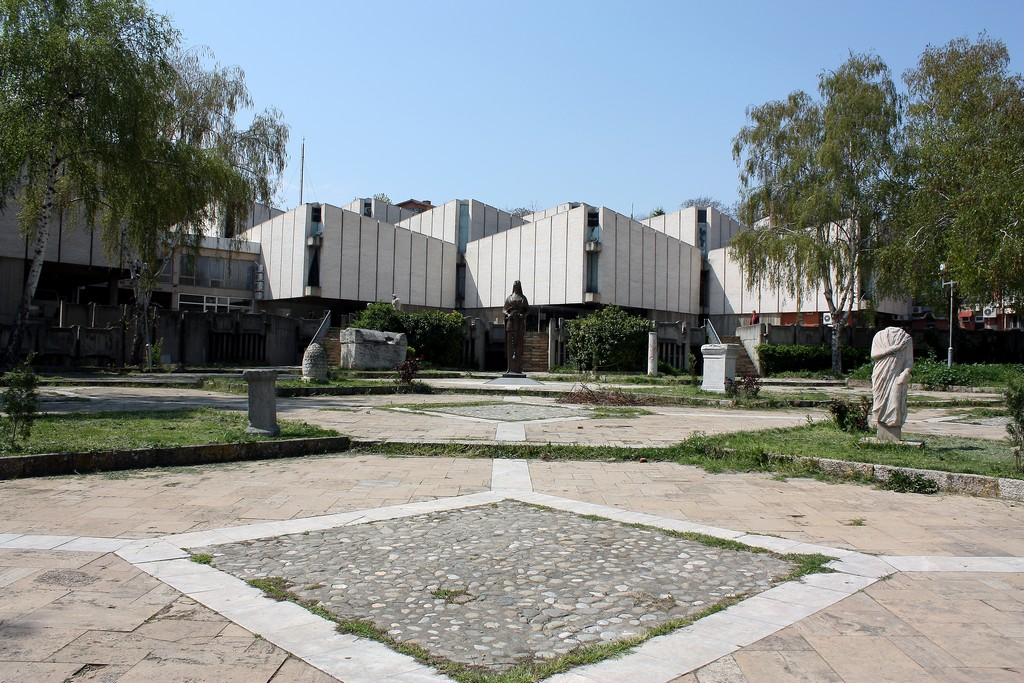
Mimoza Nestrova-Tomic y Kiril Muratovski, Museo de Macedonia

Mimoza Nestorova-Tomić (Struga, Macedonia del Norte, 1929 - 22 de mayo de 2024) fue una arquitecta macedonia. Su trabajo más reconocido fue su participación en la reconstrucción de Skopie después del terremoto de 1963. Formó parte en 1965 del equipo liderado por Kenzo Tange que ganó el concurso de Master Plan de reconstrucción organizado por Naciones Unidas.

## Biografía
Nació en Struga, Macedonia. Los largos periodos de formación que pasó en Europa occidental y en Estados Unidos de América configuraron un perfil cosmopolita e informado, singular en el contexto de la arquitectura de Macedonia.
En 1948 Yugoslavia rompe con el liderazgo de Josip Broz Tito con el bloque soviético, distanciándose de Moscú pero tampoco alineado con Occidente, liderando el movimiento de países no alineados. El nuevo estado estaba formado por seis semiautónomas y heterogéneas repúblicas: las repúblicas socialistas de Bosnia y Herzegovina, Croacia, Macedonia, Montenegro, Eslovenia y Serbia. Yugoslavia encaró una transformación radical de una economía de base agrícola a una industrial, el papel del planeamiento en la urbanización derivada de este cambo económico fue muy importante. El trabajo de arquitectos y arquitectas fue operado desde grandes oficinas estatales, inicialmente con autorías colectivas, y a partir de los años 60 el linaje moderno dio lugar a los nombres propios.
En 1950 emerge de un doble proceso de modernización y de una narrativa oficial idealizada de la liberación política un nuevo ideal femenino en Macedonia. El éxodo de los campesinos era mostrado con imágenes idealizadas de la nueva mujer trabajadora socialista cuyas aportaciones a la producción del estado era significante y pública. Imágenes de la nueva mujer socialista borraban las diferencias y diversidades étnicas y religiosas e ilustraban como velos y pañuelos desaparecían cuando las mujeres entraban en la ciudad. En 1960, urbanización, vivir en apartamentos y la familia nuclear significaron el cambio radical integral y cotidiano en las vidas de las mujeres.
Nestorova se graduó en 1953 en la Facultad de arquitectura en la Universidad Politécnica de Belgrado en Serbia retornando a su país Macedonia, pero no a su pequeño pueblo sino a la capital Skopie para trabajar. Se casó con el arquitecto Ljubomir Tomić en 1954 y tuvieron dos hijas en 1956 y 1961. Mimoza Nestorova rompió con roles esperados a una mujer ya que siguió trabajando en su profesión, para ello contó con ayuda doméstica y viviendo la decisión de vivir en apartamentos, en nuevos barrios con servicios para la vida cotidiana se lo facilitó. También de manera inusual no renunció a la formación en su profesión, con viajes al exterior, dejando a sus hijas al cuidado de su madre:
Entre 1953 y 1962 trabajó en la Facultad de Arquitectura de la Universidad Santos Cirilio y Metodio, y trabajó con Ljubomir Tomić en numerosos proyectos, incluyendo el bloque de apartamentos en la calle Albert Einstein terminado en 1960, donde vivieron.
El 26 de julio de 1963 un terremoto destruyó la ciudad de Skopie y murieron más de 2000 personas, casi el 80% de los edificios quedaron gravemente dañados. El ruego de Tito tuvo inmediatas respuestas por numerosos países. Skopie se convirtió en un ejemplo de la ayuda internacional durante a guerra fría, siendo el proyecto de Naciones Unidas con mayor inversión de su época. La primera fase de la reconstrucción fue el plan regional para el área metropolitana de Skopie redactado por el arquitecto griego Konstantinos Doxiadis y el arquitecto polaco Adolf Ciborowski. Ernest Weissmann, de Croacia, coordinó los esfuerzos internacionales y nacionales en Skopie. El centro de este plan regional era el área central de Skopie que fue la más impactada por el terremoto, por lo que propuso una competición para desarrollar esta área en detalle. Este concurso fue ganado por el equipo de Kenzo Tange.
En 1965 llegaron a los siete arquitectos seleccionados por Naciones Unidas para realizar la propuesta de reconstrucción. A Ljubomir Tomic le fue asignada la tarea de recibir a Kenzo Tange. Mimoza Nestrova-Tomić se unió a su esposo en la tarea de acompañar a Tange en la investigación sobre la ciudad y los efectos de la destrucción. Mimoza Nestrova-Tomić trabajaba en el Institute of Planning and Architecture (ITPA), organización local clave en la coordinación de la reconstrucción, incidiendo especialmente en la determinación de las necesidades de viviendas. Ese mismo año pasó a ser parte del equipo de proyecto de Tange, para lo que le fue muy útil su conocimiento de inglés, teniendo en cuenta que el último año lo había pasado estudiando en Estados Unidos de América. Durante el desarrollo del proyecto resultante del concurso, Kenzo Tange (60%) y el equipo de Zagreb Miscevic y Wenxler (40%), Mimoza Nestrova-Tomić fue un miembro importante del grupo de investigación social, por lo que preparó a 80 estudiantes de ciencias sociales de la Universidad Santos Cirilio y Metodio para que realizaran entrevistas a las personas desplazadas sobre sus necesidades de vivienda. El trabajo de Mimoza Nestrova-Tomić fue amplio, complejo e integral. En el apéndice del informe final Skopje Resurgent de Naciones Unidas se lista a todas las personas que trabajaron y sus roles. “M. Tomić” está señalada como dirigente de la investigación social; trabajando con el equipo del Polservice; como miembro del equipo del plan maestro dirigido por Vojislav Mackic y Tihomir Arsovski y también como miembro del equipo de desarrollo de la zona industrial del Este dirigido por Arsornski.
La zona central de la ciudad ocupada por el antiguo bazar –Turska Carsija- no estuvo bien tratado en ninguna propuesta, ni siquiera en la de Tange, que siguiendo el ideal moderno de ciudad, proponían la completa destrucción de los restos y el borrado de cualquier traza. Tampoco el gobierno socialista tenía especial interés en su recuperación entendiéndolo como un elemento precursor del sistema capitalista, así como de la influencia turca. En 1964 cuando las máquinas estaban preparadas para destruir los restos del bazar, un grupo de arquitectos entre los que estaba Mimoza Nestrova-Tomić, siguiendo la propuesta de Juliusz Wilski propusieron su mantenimiento.
En 1966, después de muchos debates, Tihomir Arsovski, Mimoza Nestrova-Tomić y Atanas Bancotovski comenzaron a trabajar en la reconstrucción del antiguo Bazar de Skopie. La filosofía  del proyecto fue preservar lo antiguo e integrar nuevas estructuras en el tejido urbano antiguo. La contribución de Mimoza Nestrova-Tomić incluye la restauración de Suli-Inn (actualmente Facultad de Bellas Artes) en 1968, el diseño del Akraorman, área de restaurantes, y el nuevo Museo de Macedonia.
El Museo de Macedonia es proyecto de Mimoza Nestrova-Tomić y Kiril Muratovski, y fue finalizado en 1972.
Entre 1970 y 1980 Mimoza Nestrova-Tomić trabajó principalmente en proyectos urbanos y esto ha hecho que la comunidad de arquitectura la vea más como urbanista que como arquitecta.Sus trabajos refuerzan esta idea, Mercado Turco en Struga (1984), y el conjunto de viviendas Skopje.North (1978). Ella no dividía entre arquitectura y la forma urbana. 
De 1986 a 1989 Mimoza Nestrova-Tomić fue Directora del Instituto de Planeamiento y Arquitectura de Skopie (ITPA) y dirigió un taller de diseño en esa oficina pública, desde el que se realizó el proyecto de un edificio de viviendas en Kapistec, y diversas reformas, especialmente el proyecto de mejora acústica de la Sala Universal (Universalna Sala, 1985) que había sido un regalo del gobierno de Bulgaria a la ciudad.
El trabajo de Mimoza Nestrova-Tomić es moderno en su aproximación, aunque a lo largo de cuatro décadas ha ido cambiando su expresión, de estructuras rectangulares de concreto en sus primeros proyectos a la exploración de lo local con materiales con más texturas en sus últimos trabajos.

## Premios y reconocimientos
En 2011 el premio nacional de Arquitectura Macedonia Andreja Damjanov.